# I Smile Back
I Smile Back è un film del 2015 diretto da Adam Salky.
Film drammatico statunitense basato sul romanzo omonimo del 2008 di Amy Koppelman, che ha scritto la sceneggiatura con Paige Dylan.

## Trama
Apparentemente Laney sembra avere la vita da cittadina perfetta. Sotto la sua perfezione apparente, nasconde la sua depressione, i problemi dell'infanzia irrisolti, e il suo comportamento distruttivo, che mettono in pericolo tutto ciò che ha di più caro.

## Distribuzione
Il film è stato presentato in anteprima mondiale al Sundance Film Festival 2015, il 25 gennaio 2015. Inoltre è stato presentato al Toronto International Film Festival il 16 settembre 2015.
Il film è uscito in versione limitata in America il 23 ottobre 2015.

## Accoglienza
I Smile Back ha ricevuto recensioni contrastanti da parte della critica. Su Rotten Tomatoes, il film ha un indice di gradimento del 54%, sulla base di 46 recensioni, con una valutazione media di 5,9 / 10. Su Metacritic, il film ha un punteggio di 59 su 100, sulla base di 19 critici, che indica recensioni contrastanti. Katie Walsh, critica per Indiewire, ha apprezzato la performance di Silverman nel film. Silverman è stata nominata per migliore performanca Femminile agli Actors Guild Awards 2016.